# Grammomys selousi
Grammomys selousi és una espècie de mamífer rosegador de la família dels múrids. És endèmic de Tanzània.

## Descripció

### Dimensions
És un rosegador de petites dimensions, amb una llargada de cap a gropa de 78-93 mm, una llargada de la cua de 60-92,5 mm, una llargada del peu de 12-16,5 mm i una llargada de les orelles de 14-18 mm.

### Aspecte
El pelatge és curt. Les parts dorsals són marró-groguenques, els flancs són més clars i les parts ventrals són blanc-crema. La línia de demarcació que recorre els flancs és ben visible. El dors de les potes és groc-crema clar. Hi ha petits flocs de pèls blanquinosos al voltant de les urpes. La cua és més llarga que el cap i el cos, uniformement groga i amb pocs pèls llargs a l'extremitat, que no formen un floc evident, característica típica del gènere. El cariotip és 2n=49-50 Fna=56.

## Biologia

### Comportament
És una espècie arborícola.

## Distribució i hàbitat
Aquesta espècie és coneguda únicament a partir d'uns quants individus capturats al bosc de Kichi, al sud-est de Tanzània.
Viu als boscos de plana.

## Estat de conservació
Com que fou descoberta fa poc, l'estat de conservació d'aquesta espècie encara no ha estat avaluat formalment.